# Природно-заповідний фонд Житомирської області
Природно-заповідний фонд Житомирської області. Станом на 01.01.2015 року в Житомирської області нараховувалось 221 територія та об'єкт природно-заповідного фонду загальною площею 136,58 тис. га. З них загальнодержавного значення — 20 об'єктів (площею 57,94 тис. га), місцевого значення — 201 об'єкт (площею 78,64 тис. га). 

## Список об'єктів і територій загальнодержавного значення
| Зображення | Назва території або об'єкта природно-заповідного фонду                     | Категорія                           | Тип                 | Площа, га | Рік створення | Розташування                     |
| ---------- | -------------------------------------------------------------------------- | ----------------------------------- | ------------------- | --------- | ------------- | -------------------------------- |
|            | «Поліський»                                                                | Природний заповідник                |                     | 20 104    | 1968          | Олевський район, Овруцький район |
|            | «Древлянський»                                                             | Природний заповідник                |                     | 30 872,84 | 2009          | Народицький район                |
|            | «Плотниця»                                                                 | Ландшафтний заказник                |                     | 460       | 1980          | Олевський район                  |
|            | «Поясківський»                                                             | Заказник                            | лісовий             | 113       | 1974          | Олевський район                  |
|            | «Туганівський»                                                             | Заказник                            | лісовий             | 245       | 1974          | Новоград-Волинський район        |
|            | «Городницький»                                                             | Заказник                            | Ботанічний          | 352       | 1974          | Новоград-Волинський район        |
|            | «Казява»                                                                   | Заказник                            | загальнозоологічний | 1859      | 1980          | Новоград-Волинський район        |
|            | «Кутне»                                                                    | Заказник                            | загальнозоологічний | 922       | 1983          | Овруцький район                  |
|            | «Часниківський»                                                            | Заказник                            | ботанічний          | 612       | 1980          | Ємільчинський район              |
|            | «Дідове Озеро»                                                             | Заказник                            | гідрологічний       | 294       | 1980          | Овруцький район                  |
|            | «Забарський»                                                               | Заказник                            | гідрологічний       | 1095      | 1980          | Ємільчинський район              |
|            | «Червоновільський»                                                         | Заказник                            | гідрологічний       | 805       | 1980          | Новоград-Волинський район        |
|            | «Корніїв»                                                                  | Пам'ятка природи                    | ботанічна           | 15        | 1975          | Овруцький район                  |
|            | «Модрина»                                                                  | Пам'ятка природи                    | ботанічна           | 36        | 1963          | Новоград-Волинський район        |
|            | «Верхівнянський»                                                           | Пам'ятка садово-паркового мистецтва |                     | 33,75     | 1972          | Ружинський район                 |
|            | «Городницький»                                                             | Пам'ятка садово-паркового мистецтва |                     | 21        | 1972          | Новоград-Волинський район        |
|            | «Івницький»                                                                | Пам'ятка садово-паркового мистецтва |                     | 14        | 1972          | Андрушівський район              |
|            | «Новочорторийський»                                                        | Пам'ятка садово-паркового мистецтва |                     | 19,2      | 2012          | Любарський район                 |
|            | «Трощанський»                                                              | Пам'ятка садово-паркового мистецтва |                     | 31,9      | 1972          | Чуднівський район                |
|            | «Ботанічний сад Житомирського національного агроекологічного університету» | Ботанічний сад                      |                     | 35,4      | 1933          | м. Житомир                       |

- Див. також Вікіпедія:Вікі любить Землю/Житомирська область